# Sidotheca emarginata
Sidotheca emarginata (H.M. Hall) Reveal – gatunek rośliny z rodziny rdestowatych (Polygonaceae Juss.). Występuje naturalnie w zachodnich Stanach Zjednoczonych – w Kalifornii. 

## Morfologia
PokrójRoślina jednoroczna dorastająca do 5–50 cm wysokości.
LiścieMają kształt od łyżeczkowatego do lancetowatego. Mierzą 15–75 mm długości oraz 4–15 mm szerokości.
KwiatyZebrane w luźne wierzchotki o długości 5–30 cm, rozwijają się na szczytach pędów. Listki okwiatu mają podłużny kształt i barwę od białej do różowej, mierzą 3–5 mm długości, o wierzchołku pierzasto wciętym.
OwoceTrójboczne niełupki osiągające 2 mm długości.

## Biologia i ekologia
Rośnie w lasach sosnowych, chaparralu oraz na terenach skalistych. Występuje na wysokości od 1200 do 2500 m n.p.m. Kwitnie od czerwca do września.